# Chironomie (théâtre)
 (mars 2011).
Si vous disposez d'ouvrages ou d'articles de référence ou si vous connaissez des sites web de qualité traitant du thème abordé ici, merci de compléter l'article en donnant les références utiles à sa vérifiabilité et en les liant à la section « Notes et références ».
Ne doit pas être confondu avec Chirologie.

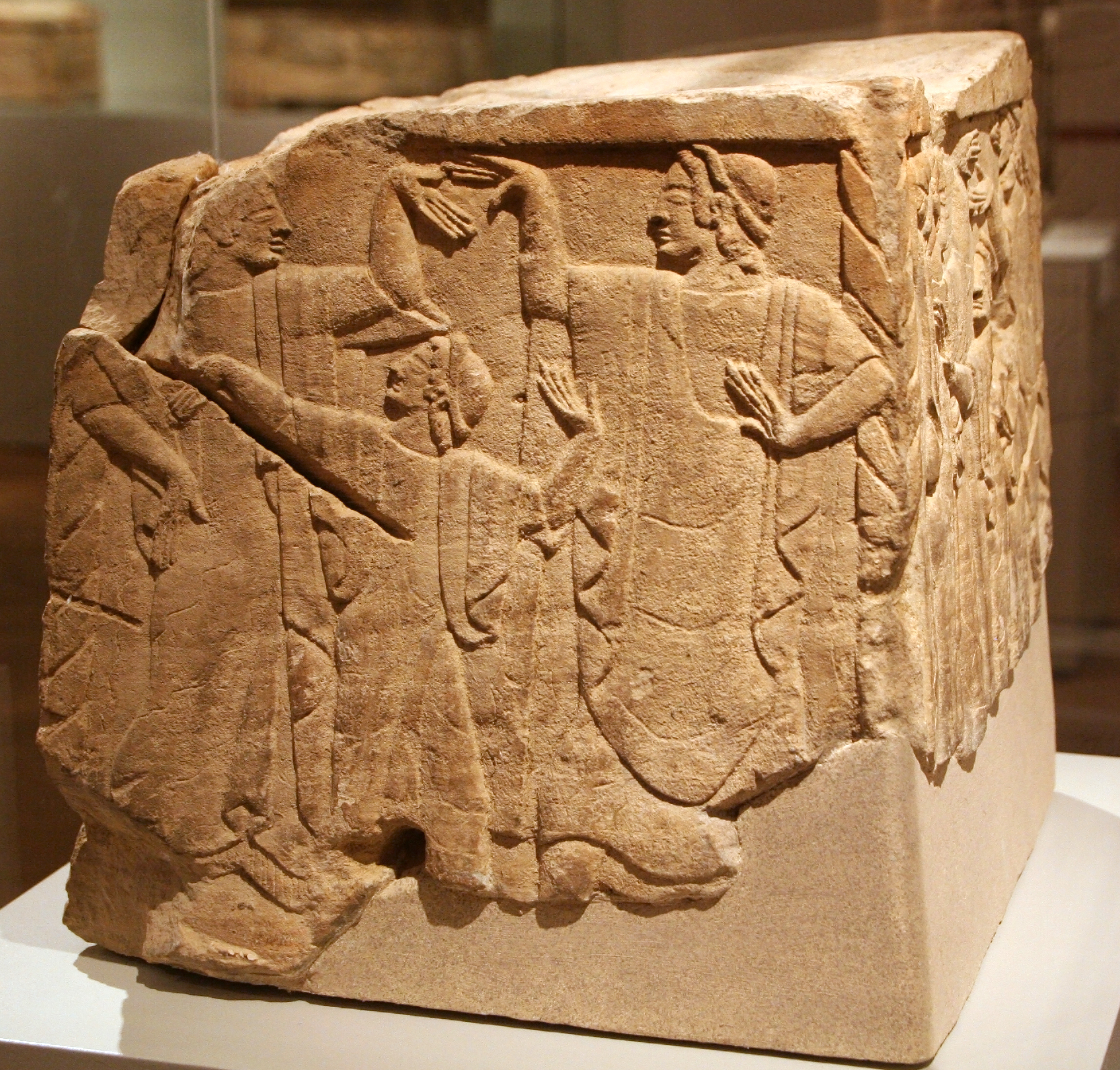
Base d'un cippe étrusque, ca 500 av. J.-C.

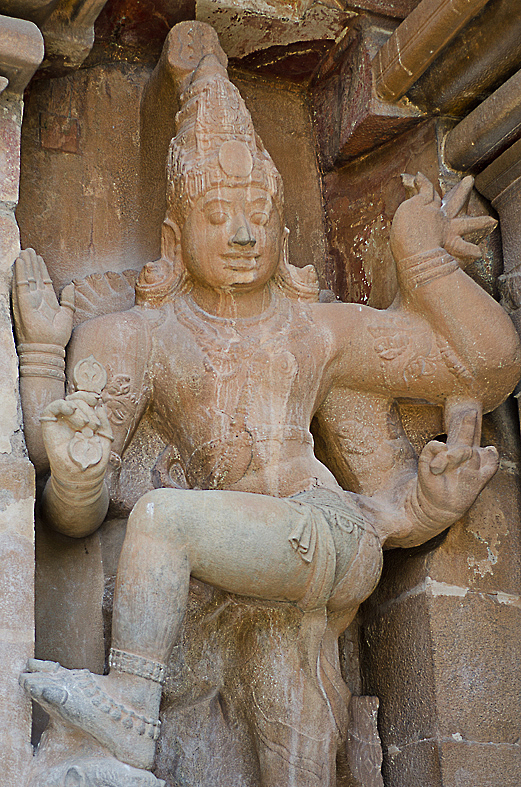
Shiva Nataraja, ca 500 av. J.-C.

La chironomie est l'art de régler les gestes des mains, et plus généralement les mouvements du corps, dans la comédie et dans la chorégraphie.
Elle est pratiquée depuis l'Antiquité dans le monde entier.  La danse étrusque s'en servait comme le fait toujours la danse classique de l'Inde par le travail du mudra.
Principale science de jeu théâtral latin et de l'orchestique, la chironomie sert au danseur, au mime, au pantomime comme au comédien ; celui-ci devait connaitre près de 12 positions de doigt différentes, chacune signifiant une action ou une émotion précise. 

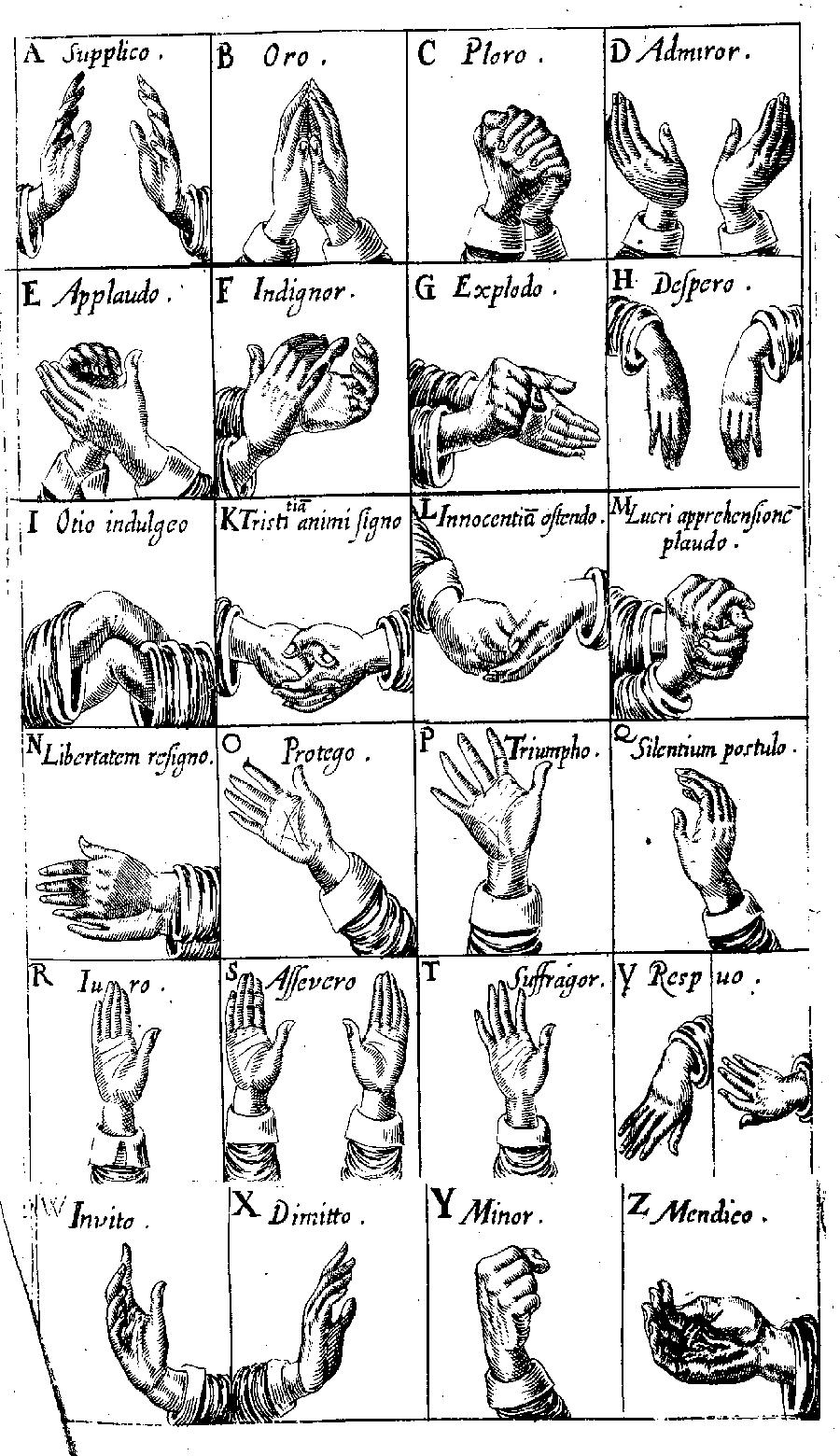
Planche du livre Chirologia, 1644.

Le médecin et philosophe John Bulwer s'en est servi au XVIIe siècle dans son travail sur la surdité.
Les gestes de la vie quotidienne ont été étudiés en particulier par DeJorio en Italie.  
Aujourd'hui[Quand ?] le mot désigne l'art d'user des gestuelles de la main lors d'un discours.